# Saltatricula
Genre
Synonymes
- genre Pitylus Cuvier, 1817[2]
- genre Saltator Vieillot, 1816[2]

Saltatricula est un genre d'oiseaux de la famille des Thraupidae.

## Liste d'espèces
Selon la classification de référence du Congrès ornithologique international (version 10.2, 2020) :
- Saltatricula atricollis (Vieillot, 1817) - Saltator à gorge noire
- Saltatricula multicolor (Burmeister, 1860) - Saltatricule du Chaco